# Hieronim Czarnowski
Hieronim Ignacy Czarnowski (ur. 1834 w Warszawie, zm. 27 grudnia 1902 w Krakowie) – szachista polski, prezes Krakowskiego Klubu Szachistów.

## Życiorys
W młodości Czarnowski mieszkał w Warszawie i był regularnym uczestnikiem życia szachowego. Grywał często w kawiarni "Pod Dzwonnicą", gdzie jego przeciwnikami byli m.in. Szymon Winawer i Samuel Rosenthal, a przypuszczalnie spotykał się przy szachownicy także z osiadłym w Warszawie mistrzem rosyjskim Aleksandrem Pietrowem. Warszawską karierę szachową Czarnowskiego przerwało powstanie styczniowe; Czarnowski wziął udział w walkach, a po upadku powstania musiał uchodzić do Francji.
Na emigracji nie zaprzestał aktywności szachowej. Stał się bywalcem słynnej paryskiej kawiarni "Café de la Régence", gdzie dołączył do innych polskich emigrantów, m.in. Wincentego Budzyńskiego. W 1867 wziął udział w dużym turnieju mistrzowskim w Paryżu, który zapoczątkował międzynarodową karierę innego warszawiaka, Szymona Winawera; Czarnowski zdobył w 24 partiach 10 punktów i uplasował się ostatecznie na VIII miejscu, a imprezę wygrał Ignác von Kolisch przed Winawerem. Czarnowski, który w paryskim turnieju pokonał m.in. Kubańczyka Celso Golmayo y Zúpide, jeszcze w tym samym roku wygrał także turniej klubowy "Café de la Régence" oraz w bezpośrednim pojedynku wygrał z Jeanem Preti.
W 1880 Czarnowski wrócił do kraju, osiedlając się w Galicji. W 1893 należał do najaktywniejszych członków grupy inicjatywnej, za sprawą której powstał Krakowski Klub Szachistów. Na inauguracyjnym posiedzeniu klubu 24 maja 1893 Czarnowskiemu powierzono prezesurę, którą pełnił przez rok (zastąpił go w 1894 inny weteran powstania styczniowego, malarz Ludomir Benedyktowicz). W latach 1894–1897 regularnie wygrywał mistrzostwa Krakowskiego Klubu Szachistów.
Według retrospektywnego systemu Chessmetrics, najwyżej sklasyfikowany był w lipcu 1867 r., zajmował wówczas 13. miejsce na świecie.